# Блонське
Бло́нське — село Іванівської селищної громади Березівського району Одеської області в Україні. Населення становить 165 осіб.

## Історія
Нідердорф/Niederdorf; також Старо-Казимирівка, Казимирівка, до 1917 — католицьке село в Херсонській губернії, Одеський повіт, Більчанська волость; у радянський період — Одеська область, Янівський (Тарасо-Шевченківський) район. Розташоване на правому березі річки Малий Куяльник. Католицький прихід Северинівка. Сільрада (1926). Мешканці: 48 (1887), 21 (1896), 442 (1926), 430 (1943).

## Населення

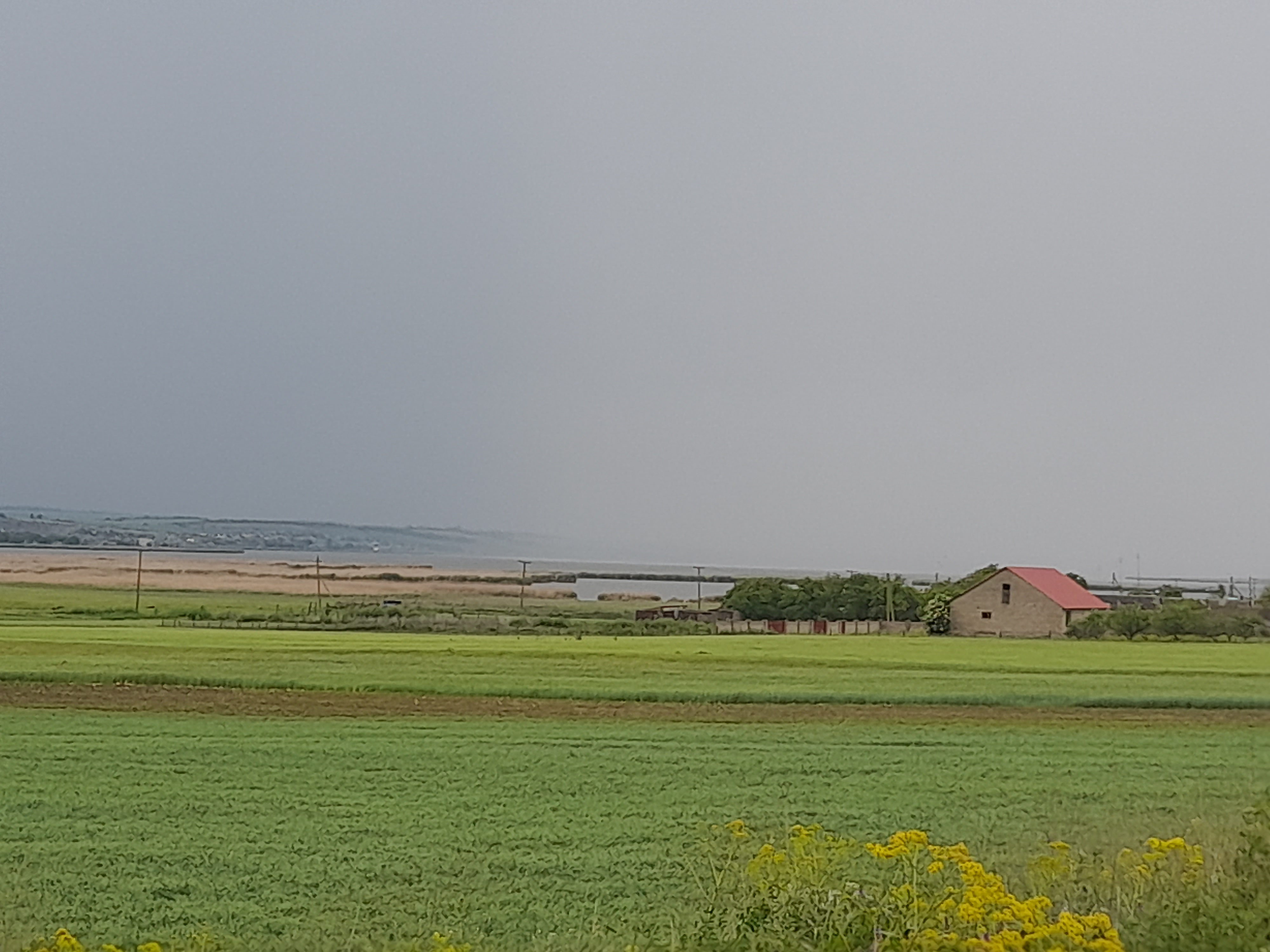
Місце впадіння річки Малий Куяльник до Хаджибейського лиману біля села

Згідно з переписом 1989 року населення села становило 172 особи, з яких 86 чоловіків та 86 жінок.
За переписом населення 2001 року в селі мешкало 165 осіб.

### Мова
Розподіл населення за рідною мовою за даними перепису 2001 року:
| Мова       | Відсоток |
| ---------- | -------- |
| українська | 63,64 %  |
| російська  | 17,58 %  |
| гагаузька  | 12,12 %  |
| румунська  | 6,06 %   |
| болгарська | 0,61 %   |